# Cheryl Yang
Cheryl Yang (chino tradicional: 楊謹華; pinyin: Yáng Jǐnhuá; n. 12 de diciembre de 1977) es una actriz taiwanesa de teatro, cine y televisión.
Comenzó su carrera a los 14 años, cuando filmó su primer comercial. Poco después formó parte de un video musical junto con Andy Lau, que llamó su atención en la industria. Saltó a la fama cuando participó de la serie de televisión My Queen en 2009.

## Filmografía

### Película
| Año  | Título internacional        | Título original      | Rol              | Notes                  |
| ---- | --------------------------- | -------------------- | ---------------- | ---------------------- |
| 2002 | L'elisir d'amore            | 愛情靈藥             | Mujer japonesa   |                        |
| 2002 | Twenty Something Taipei     | 台北朝九晚五         | Eva              |                        |
| 2004 | West Town Girls             | 終極西門             | Gucci            |                        |
| 2007 | I Wish                      | 奇妙的旅程           | Qi Li            |                        |
| 2008 | 1895                        | 一八九五             | Huang Xian Mei   |                        |
| 2012 | 100% Kiss                   | 一百分的吻           | Xiao Hua         |                        |
| 2013 | Saving Mother Robot         | 瑪德2號              | Fang Fang        |                        |
| 2014 | Live@Love                   | 活路：妒忌私家偵探社 | Du Ji Ling       |                        |
| 2017 | All Because of Love         | 痴情男子漢           | Tan-meng         | Participación especial |
| 2019 | Without her, Even Hero is 0 | 我是顧家男           | Xu Shuang Shuang |                        |

### Series de televisión
| Año  | Título internacional                | Título original      | Rol                   | Cadena               | Notas |
| ---- | ----------------------------------- | -------------------- | --------------------- | -------------------- | ----- |
| 2001 | Poor Prince                         | 貧窮貴公子           | You Mei               | CTS                  |       |
| 2002 | -                                   | 音樂愛情故事：張清芳 |                       |                      |       |
| 2002 | Come to My House                    | 來我家吧             | Xiao Mei              | CTV                  | Cameo |
| 2002 | -                                   | 聖夏0度C             | Hui Jun               |                      |       |
| 2002 | -                                   | 音樂愛情故事：劉若英 |                       |                      |       |
| 2002 | My Secret Garden                    | 我的秘密花園         | Chen En En            | CTV                  | Cameo |
| 2003 | Happiness Equation                  | 幸福方程式           |                       |                      |       |
| 2003 | Diary of Sex and the City           | 熟女慾望日記         | Ah Pan                | CTV                  |       |
| 2003 | 心動列車─喔！對面的                 |                      |                       |                      |       |
| 2003 | My Secret Garden 2                  | 我的秘密花園2        | Chen En En            | CTV                  |       |
| 2003 | Snow Angel                          | 雪天使               | Elaine Liang          | CTS                  | -     |
| 2004 | Only You                            | 我只在乎你           | Wan Qiu               | CTS                  |       |
| 2004 |                                     | 男丁格爾             | Chica de que suicidió | CTV                  | Cameo |
| 2005 | The Hospital                        | 白色巨塔             | Ma Yi Fen             | CTV                  |       |
| 2006 | Love Queen                          | 戀愛女王             | Zhang Jing Han        | CTS                  |       |
| 2006 | Angel Lover                         | 天使情人             | Vivan                 | STAR Chinese Channel |       |
| 2007 | Mask                                | 面具                 | Su Mei Xin            | FTV                  |       |
| 2008 | The Days When Morning Glory Bloomed | 牽牛花開的日子       | Rong Lian Lian        | CTV                  |       |
| 2009 | My Queen                            | 敗犬女王             | Dan Wu Shuang         | SETTV, TTV           |       |
| 2010 | Fall in Love                        | 爱上女主播           | Xia Zhen Nan          | TTV                  |       |
| 2010 | Zhong Wu Yen                        | 鍾無艷               | Zhong Wu Yen          | SETTV                |       |
| 2011 | Happy Michelin Kitchen              | 幸福三顆星           | Xin Duo Duo           | CTV                  |       |
| 2012 | Once Upon a Love                    | 原來愛.就是甜蜜      | Tian Ru Mi            | FTV, GTV             |       |
| 2013 | Big Red Riding Hood                 | 大紅帽與小野狼       | Wu Zhang Mei          | TTV                  |       |
| 2013 | The Birth Of The Queen              | 女王的誕生           | Tang Mei Bao          | CTV                  |       |
| 2014 | Tie The Knot                        | 媽咪的男朋友         | Li Xiao Mei           | SETTV                |       |
| 2014 | The End Of Love                     | 愛情的盡頭           |                       | PTV                  |       |
| 2015 | A Touch of Green                    | 一把青               | Qin Qian Yi           | PTS                  |       |
| 2017 | My Dear Boy                         | 我的男孩             | Mei Shuang            | TTV                  |       |

### Videoclips
| Artista                 | Canción                         |
| ----------------------- | ------------------------------- |
| Coco Lee                | It's a Party                    |
| Andy Lau                | Les Miserables                  |
| Andy Lau                | Ice Rain                        |
| Andy Lau                | Stolen Memories                 |
| Andy Lau                | Boys and Girls                  |
| Julia Peng              | Memorable                       |
| Wang Pei Rong           | Let Go                          |
| Jeff Chang              | From The Beginning Until Now    |
| Elva Hsiao              | Spread Your Wings and Fly       |
| Shunza                  | 我心動了、 And The Music There… |
| Jay Chou                | Dad, I'm Back                   |
| Ronald Cheng Kelly Chen | Milky Way                       |
| Elva Hsiao              | Both Lonely                     |
| A-do                    | Almost                          |
| Fish Leong              | Looking For Someone             |
| David Tao               | Adoration                       |
| David Tao               | Your Song                       |
| David Tao               | Zero to Hero                    |
| David Tao               | RE:DT                           |
| Huang Xiaoming          | MOOPA (Move Party)              |
| A-Lin                   | We will be Better               |

## Teatro
- " Shakespeare" de Edward Yang
- " La importancia de llamarse Ernesto por Oscar Wilde

## Premios y nominaciones
| Año  | Premio                              | Categoría                                                          | Trabajo nominado                            | Resultado |
| ---- | ----------------------------------- | ------------------------------------------------------------------ | ------------------------------------------- | --------- |
| 2007 | 42.° Golden Bell Awards             | Mejor actriz de reparto                                            | The Hospital                                | Nominada  |
| 2009 | 44.° Golden Bell Awards             | Mejor actriz                                                       | My Queen                                    | Nominada  |
| 2014 | 49.° Golden Bell Awards             | Mejor actriz                                                       | The Queen!                                  | Nominada  |
| 2016 | 51st Golden Bell Awards             | Mejor actriz                                                       | A Touch of Green                            | Nominada  |
| 2016 | 21.° Premios de Televisión Asiática | Mejor actriz                                                       | A Touch of Green                            | Ganadora  |
| 2017 | 52.° Golden Bell Awards             | Mejor actriz principal en una miniserie o película para televisión | Rock Records in Love - New Everlasting Love | Nominada  |